# Anders Gustaf Ekeberg
Anders Gustaf Ekeberg, nascut a Estocolm el 16 de gener de 1767 i traspassat a Uppsala l'11 de febrer de 1813, va ser un químic suec que va descobrir el 1802 l'element químic tàntal.
Ekeberg es va graduar a la Universitat d'Uppsala el 1788 i després va viatjar a Alemanya per ampliar els seus estudis. L'any 1794 va retornar a Uppsala i va començar a ensenyar química, introduint a Suècia les noves idees d'Antoine Laurent Lavoisier. Encara que era en part sord a causa d'una infecció d'infantesa i que havia quedat ceg d'un ull per un accident de laboratori el 1801, treballava admirablement. Va descobrir un nou element químic, el tàntal, però potser la seva contribució més gran a química va ser la descoberta del talent del seu estudiant Jöns Jacob Berzelius.

## Referències

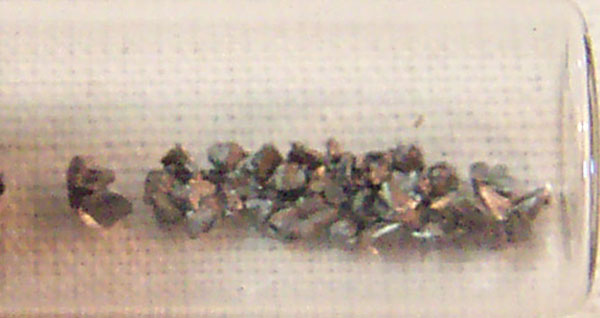
Tàntal